# Mezőmadarasi meteorit
A mezőmadarasi meteorit 1852. szeptember 4-én hullott Mezőmadarason, az akkori Marosszéken, Erdélyben (Osztrák császárság). Bejutott a világ nagy gyűjteményeibe és fontos szerepet játszott a kondritos meteoritok kutatásában.

## A Mezőmadaras nevű kondrit szerepe a meteoritikában
Mikor az 1960-as években az amerikai űrkutatás készült a holdkőzetek fogadására, összegezték az addig gyűjtött ismereteket a kondritos meteoritokról (kondritok). Ebben a munkában a mezőmadarasi meteoritot is fölhasználták.
A meteoritokat ma három nagy anyagtípusba sorolva csoportosítják: kő-, kő-vas- és vasmeteoritokként. Ezek közül a kőmeteoritok két részre bonthatók, kondritokra és akondritokra (az akondritokban már nincsenek kondrumok). A kondritok tizedmilliméterestől a centiméteres méretig terjedő nagyságú kicsiny gömböket, görögül kondrumokat (magokat) tartalmazó meteoritok, s a kondritok ezekről kapták nevüket.

## A kondritok jelentősége kiségitest-fejlődéstörténeti
A kondritok a hullott meteoritok körében 85%-ot tesznek ki. Közöttük az igen ősinek tartott szenes kondritok (ilyen például a Kabai meteorit), csak néhány százaléknyi csoportot alkotnak, mert könnyen málló, elmorzsolódó anyagúak, s hulláskor többségük széttöredezik apró darabokra.
A mezőmadarasi meteorit a kondritok közé tartozik. Érdekessége a viszonylag nagy széntartalma. A kondritok fejlődéstörténetét leíró van Schmuss - Wood sorozatban a hármas petrológiai osztályba sorolják. Alacsonyabb vastartalma miatt az L típusú kondrotok közé tartozik.

## Lásd még
- Magyarországi meteoritok listája
- Kabai meteorit
- Meteoritok osztályozása

## Külső hivatkozások
- Egy cikk a Mezőmadaras L3 kondritról.
- Egy cikk a Mezőmadaras kondrit szövetéről és szemcseeoloszlásáról.
- Összeállítás a Kárpát-medencében hullott meteoritokről.
- A Chainpur, a Mezőmadaras és a Tieschitz kondritok összehasonlítása.[halott link]
- A Merrihueite, egy új alkáli-ferromagnéziumos szilikát ásvány fölfedezése a Mezőmadaras L3 kondritban.
- A magyarországi meteoritok listája.
- Meteorithullások listája.
- A mezőmadarasi meteoritről a Természettudományi Múzeum adatbáziásban.